# Gwernaffield with Pantymwyn
Gwernaffield with Pantymwyn (en anglais) ou Gwernaffield a Pantymwyn (en gallois) est une communauté du Flintshire, au pays de Galles.

## Géographie
La communauté de Gwernaffield with Pantymwyn est située dans le sud-ouest du Flintshire, à 3 km à l'ouest de la ville de Mold. Comme son nom l'indique, elle comprend les villages de Gwernaffield  et Pantymwyn (en).

## Démographie
Au recensement de 2011, la communauté de Gwernaffield with Pantymwyn comptait 1 942 habitants.